# Johann Dössekel
Johann Dössekel (* 2. August 1789 in Seon; † 26. Januar 1853 ebenda) war ein Schweizer Politiker, Notar und Richter. Von 1848 bis 1849 gehörte er dem Nationalrat an.

## Biografie
Der Sohn des Schreiners und Gemeindeammanns von Seon studierte ohne Gymnasialbildung Recht an der Akademie in Bern und erhielt 1812 das Notariatspatent. Seine mangelnde Grundausbildung kompensierte er autodidaktisch, aufgrund seines guten Rufes erhielt er 1828 auch das Anwaltspatent. Von 1838 bis 1841 war er als Richter am Aargauer Obergericht.
1831 wurde Dössekel in den Grossen Rat des Kantons Aargau gewählt, dem er über zwei Jahrzehnte lang angehörte. Er kandidierte bei den ersten Nationalratswahlen im Oktober 1848 und schaffte die Wahl im zweiten Durchgang. Dössekel schloss sich der freisinnigen Fraktion an, musste aber nach wenigen Monaten aus gesundheitlichen Gründen zurücktreten. Seine Notariats- und Anwaltspraxis gab er ebenfalls auf, Grossrat blieb er bis 1851.
Von seinen Kindern ist namentlich bekannt:
- Eduard Dössekel  (* 29. Oktober 1810 in Seon; † 4. April 1890 ebenda), Oberrichter und Dichter